# جائزة التشيك الكبرى للدراجات النارية 2002
جائزة التشيك الكبرى للدراجات النارية 2002 هو سباق دراجات نارية أقيم بتاريخ 25 أغسطس 2002 في حلبة برنو. كان الجولة العاشرة من أصل 16 في سباق الجائزة الكبرى للدراجات النارية موسم 2002. فاز ماكس بياجي بفئة الموتو جي بي بينما جاء دايجيرو كاتو في المركز الثاني وحصل على المركز الثالث توهرو أوكاوا.

## وصلات خارجية
- الموقع الرسمي